# Мэрримен, Деанна
Деанна Мэрримен (англ. Deanna Merryman, род. 7 июля 1972 года) — американская актриса и модель. Участница Playboy’s Great Lingerie Model Search 1997 года и конкурса красоты Miss Hawaiian Tropic 1998 года, а позже модель Hawaiian Tropic. Её фотографии появлялись на обложках журналов Iron Man, Celebrity Sleuth, Mystique Magazine, а в октябре 2003 года её фотографии были напечатаны в журнале Playboy.
В 1999 году Мэрримен снялась в документальной мыльной опере Desperately Seeking Stardom. Благодаря этой роли её заметили и она получила роль в сериалах «Спасатели Малибу» и Veronica's Closet. В 2000-х годах Деанна встречалась с автогонщиком Джеффом Гордоном.

## Ранняя жизнь
Деанна Мэрримен родилась в 1972 году в семье священника из Виргинии. В детстве Деанна училась в школе вместе с будущей моделью Лиэнн Туиден. Детство Мэрримен провела в Техасе. В середине 1990-х годов она работала стриптизёршей. В 1992 году Деанна работала в ночном клубе Сан-Антонио PT’s Show Club. На одном из выступлений Мэрримен в клубе её укусил постоянный посетитель, который позже был обвинен полицией в нападении. Девушка же была доставлена в больницу, где прошла лечение от колотых ран.

## Карьера актрисы и модели
В 1997 году Мэрримен приняла участие в конкурсе Playboy по поиску моделей нижнего белья Playboy’s Great Lingerie Model Search и её фотографии были напечатаны в журнале. В 1998 году она снялась для журнала Celebrity Sleuth. В этом же году она приняла участие в конкурсе красоты Miss Hawaiian Tropic, а позже стала моделью Hawaiian Tropic. В это же время она работала фитнес-моделью и в 1999 году её фотография появилась на обложке журнала Iron Man.
В 1999 году Деанна снялась в документальной мыльной опере Desperately Seeking Stardom, сериале, показанном на ITV, посвящённом жизни шести людей, проживающих в Калифорнии, и пытающихся стать успешными актёрами в Лос-Анджелесе. В сериале было показано как Деанна пыталась пройти пробы на фильм ужасов, а также получить роль в телесериале «Дерзкие и красивые». Пытаясь пробиться в большое кино, Мэрримен одновременно работала моделью нижнего белья и официанткой, а также снималась для Playboy. Съёмки в Desperately Seeking Stardom помогли девушке получить небольшую роль в сериале «Спасатели Малибу», а позже и в сериале Veronica’s Closet. В 2000 году фотограф Марк Дон выбрал Мэрримен для съёмок рекламы интернет-компании Bomis. Его фотографии Деанны, а также таких моделей, как Ария Джованни, Санни Леоне, Лизы Мари Скотт, Наташи И и Кэлин Олсон, были опубликованы в журнале Mystique Magazine в январе 2003 года. В том же году её фотографии вошли в книгу «Mystique: Models of Mystique».
В 2003 году Мэрримен снялась обнажённой для октябрьского номера Playboy. В мае 2004 года она приняла участие в «Бале порнозвёзд» (англ. Porn Star Ball), проходившем в городе Шарлотт (штат Северная Каролина), где была представлена публике порноактёром Роном Джереми. В 2004 году Деанна вместе с Никки Нова, Джесси Джейн, Кэтти Джеймс, Санни Леоне и Синой Райан снялась в комедии Busty Cops. В октябре того же года её фотографии вновь появились в журнале Celebrity Sleuth. В 2005 году она участвовала в съёмках фотографа Сэма Т’Анга для календаря Beach Babes и в съёмках Дона для календаря Mystique. В 2006 году Мэрримен переехала из Лос-Анджелеса во Флориду и на новом месте провела вечеринку в клубе Club Deep (Саут-Бич), спонсорами которой стали FireStar Film Works и Phunhauz Ent. По состоянию на 2011 год Мэрримен проживает в Форте-Лодердейл, где работает гримёром.

## Личная жизнь
В 2000-х годах Мэримен встречалась с автогонщиком Джеффом Гордоном. Она впервые встретила Гордона в 2000 году, когда работала консультантом по косметической продукции в магазине Neiman Marcus в Палм-Бич (штат Флорида). При первой встрече она не узнала в нём знаменитого автогонщика, хотя её друзья узнали его и были чрезвычайно взволнованы этой встречей. Первоначально Деанна отклонила предложение Джеффа пообедать с ним и лишь спустя год у них начался роман, продлившийся 11 месяцев. В январе 2003 года пара встречала Новый год на одном из островков в Вест-Индии. Их роман негативно повлиял на брак Гордона с Брук Сили и в итоге привёл к разводу. В бумагах, поданных Сили на развод, Деанна Мэрримен фигурировала в качестве одной из причин. В октябре 2003 года фотографии Мэрримен появились в журнале Playboy. В том же номере было опубликовано и интервью с моделью, в котором она рассказала об отношениях с Гордоном. В нём она рассказала, что Джефф убедил её в том, что «он женился в 23 года и участвовал в автогонках с самого детства. И он всегда говорил, что у него никогда не было возможности повеселиться». Что же касается её самой, то она сказала, что выучила полученный урок и в будущем не собирается встречаться с автогонщиками и с женатыми мужчинами. Сам Гордон, чей развод закончился в июне 2003 года, отказался комментировать интервью Деанны, сказав лишь: «Это даже не стоит того, чтобы комментировать. Всё, что я хочу, это чтобы всё побыстрее закончилось».

## Фильмография

### Кино
| Год  | Фильм                                         | Роль             | Примечания                                      |
| ---- | --------------------------------------------- | ---------------- | ----------------------------------------------- |
| 1996 | Sorority Slaughter                            |                  | Режиссёр: Гари Уитсон                           |
| 2000 | Hot Body Competition: Malibu Miniskirt Finals | Чейз             | Режиссёр: Джон Кросс                            |
| 2000 | Sexy Swimsuit Spectacular #5                  | играет саму себя | Iron Man Magazine                               |
| 2002 | Models of Mystique Volume One                 | модель           | Infinity Studios Inc.                           |
| 2003 | Models of Mystique Volume Seven               | модель           | Infinity Studios Inc.                           |
| 2003 | Models of Mystique Volume Nine                | модель           | Infinity Studios Inc.                           |
| 2004 | Lingerie: The Secret Art of Seduction         | играет саму себя | Infinity Studios production                     |
| 2004 | Busty Cops                                    | Лика Лоттапусс   | Режиссёр: Джим Уайнорски (как Гарольд Блуберри) |
| 2004 | Mystique Presents H2Ohh                       | указана в титрах | Infinity Studios production                     |
| 2005 | Alabama Jones and the Busty Crusade           | Куратор          | Режиссёр: Джим Уайнорски (как Гарольд Блуберри) |
| 2006 | Busty Cops 2                                  | Лика Лоттапусс   | Режиссёр: Джим Уайнорски (как Гарольд Блуберри) |
| 2006 | Nikki Nova’s Sex on the Beach                 |                  | WPOE Entertainment Studio                       |

### Телевидение
| Год  | Название                              | Роль                              | Примечания                     |
| ---- | ------------------------------------- | --------------------------------- | ------------------------------ |
| 1998 | Hot Springs Hotel                     | Карла                             | Эпизоды: 1.07, 1.09, 1.13-1.15 |
| 1998 | Hot Springs Hotel                     | Девушка, доставляющая телеграмму  | Эпизод: 1.01                   |
| 1999 | Desperately Seeking Stardom           | модель                            | показан на канале ITV          |
| 1999 | Спасатели Малибу                      |                                   | [ 24 ]                         |
| 1999 | Veronica's Closet                     |                                   | [ 26 ]                         |
| 2003 | Howard Stern                          | играет саму себя                  | Эпизод: 11 сентября 2003       |
| 2004 | 10 Things Every Guy Should Experience | Ring Girl                         | Эпизод: 1.03                   |
| 2005 | Lingerie Bowl                         | играет саму себя, ЛА Тэмптейшн №2 | Режиссёр: Митч Мортаза         |
| 2005 | Poorman’s Bikini Beach                | играет саму себя                  | Эпизод: 7.10                   |